# 大西猪之介
大西 猪之介（おおにし いのすけ、1888年（明治21年）12月28日 - 1922年（大正11年）2月8日）は日本の経済学者。専攻は経済哲学・経済思想史。

## 経歴
京都市上京区に生まれる。1905年、京都市立商業学校を卒業し神戸高等商業学校（現・神戸大学）に入学。津村秀松に師事し、1909年、500頁に及ぶ卒業論文「帝国主義論」を提出（のち刊行）して卒業し東京高等商業学校専攻科（現・一橋大学）に入学。關一の指導を受け、關の退官後は福田徳三の指導を受けた。1911年には卒論「社会主義に関する研究」を提出し卒業し、同年小樽高等商業学校（小樽商科大学の前身）講師、小樽高等商業学校図書館主幹に就任。
1913年、同校の教授に昇任し、同年1月から1917年8月まで「経済学及商業学研究」のためヨーロッパに留学した。ドイツ滞在中の1914年には第一次世界大戦の勃発に遭遇しイギリスに移り、さらにフランス・イタリア・アメリカ合衆国を回って帰国し、小樽高商の名物教授として知られ多くの学生に慕われた。イギリス時代には、小泉信三と毎日ともに論じ合い親交を深めた。1921年図書館主幹。1922年末、社会政策学会の年次大会に出席するため東京に赴いたところ、偶然駅で親族である栗林氏と会い、牡蠣を食べたところ体調を崩し、小樽に戻ったのち腸チフスと診断され、入院加療するも翌1922年死去。享年34。墓所は東京・青山にある。
大西の夭折は多くの人に惜しまれ、没後1927年、同僚の南亮三郎らによって『大西猪之介経済学全集』全11巻が刊行された。

## 著書
- 『帝国主義論』
- 『囚はれたる経済学』
- 『伊太利亜の旅』

## 家族
妻　大西（水梨）美穂
娘　村井（大西）貞子
娘婿　村井七郎